# Межйончка
Межйончка (пол. Mierziączka) — село в Польщі, у гміні Пшиленк Зволенського повіту Мазовецького воєводства.
Населення — 209 осіб (2011).
У 1975-1998 роках село належало до Радомського воєводства.

## Демографія
Демографічна структура станом на 31 березня 2011 року:
|          | Загалом | Допрацездатний вік | Працездатний вік | Постпрацездатний вік |
| -------- | ------- | ------------------ | ---------------- | -------------------- |
| Чоловіки | 100     | 18                 | 70               | 12                   |
| Жінки    | 109     | 24                 | 54               | 31                   |
| Разом    | 209     | 42                 | 124              | 43                   |